# René Vallée
René Vallée, né le 8 août 1750 à Saint-Aubin-des-Hayes et mort guillotiné le 12 mai 1794 à Évreux, est un prêtre catholique, membre du clergé réfractaire pendant la Révolution française. L'Église catholique le considère comme martyr et le vénère comme bienheureux.
Curé de Pithienville, élu maire de Pithienville, mais ayant refusé de prêter serment à la Constitution civile du clergé, René Vallée est alors déclaré prêtre réfractaire et remplacé dans ses charges de Pithienville. Il resta toutefois dans cette paroisse malgré les risques de déportation puis se réfugia, en cachette, dans sa famille à Saint-Aubin-des-Hayes avant de partir à l'aventure et errer dans la campagne. Après plusieurs mois d’errance, désespéré, il se livre, le 20 floréal an II (9 mai 1794), à la municipalité de Ferrières-Haut-Clocher qui le fait immédiatement transférer à Évreux. Interrogé le lendemain durant une heure par l'accusateur public, le tribunal, rendant immédiatement son jugement, le condamne à la peine de mort et il est guillotiné 23 floréal an II (12 mai 1794).